# 光療法
光療法（ひかりりょうほう）とは、一部の睡眠障害やうつ病に有効とされる治療法の一種である。また、生体リズムを整える効果があるとして、健康法の一種としても用いられることがある。高照度の光を浴びる治療法を高照度光照射療法（こうしょうどひかりしょうしゃりょうほう）と呼ぶ場合もあるが、光を遮ることを治療法に盛り込む場合もあるため、ここでは光療法の呼び名で両者を合わせて説明する。

## 歴史
精神科医のノーマン・E・ローゼンタールを含む複数人のグループによって、季節によって症状が出る時期と出ない時期があるうつ病患者の研究を行った成果として、1982年に高照度光照射療法が確立された。

## 光療法の適用

### 睡眠障害
睡眠障害（非器質性睡眠障害）のうち、とくに概日リズム睡眠障害全般に有効とされている。人間には、明るい光を浴びると体内時計が現状維持（リセット）され、それとともにメラトニンの働きが抑制される。
眠気を司るメラトニンの分泌タイミングを、光を用いてコントロールする事は光療法と呼ばれ、非常に複雑で繊細かつ根気のいる作業であるが、外界環境と睡眠相とのずれを補正することを主軸とした治療法である。
睡眠相後退症候群は、外部環境に対して睡眠相が遅れたまま進められない状態とされている。また、非24時間睡眠覚醒症候群は、人間が本来持っている24時間10～40分の周期を25時間という長さで持っており、24時間周期の外部環境に合わせきることができない（差の1時間の遅れを縮めきれない）状態とされている。
光療法では、それぞれの体内時計による自然な起床直後に高照度の光を浴びる量によって、外部時間に対する睡眠相の遅れや睡眠周期による生体リズムの遅れを縮める効果を持つと考えられている。
睡眠相前進症候群は、外部環境に対して睡眠相が進んだまま遅らせられない状態とされている。
時間療法では、それぞれの体内時計による自然な起床直後に高照度の光を避ける事で、睡眠相を遅らせる効果を持つと考えられている。また、就寝時に光を浴びてメラトニンの働きを意図的に抑制する場合もある。
認知症の睡眠障害に対して、薬物を用いない方法では、光療法が有効だとするランダム化比較試験が複数存在する。

### 冬季うつ病 （季節性情動障害）
季節性情動障害（季節性うつ病）のうち、冬季うつ病にとくに有効とされる。冬季うつ病は、セロトニンの欠乏による受容体の感受性が亢進することが原因であるとする「セロトニン仮説」があり、高照度の光を長時間浴びることでこれが改善されることによるものと考えられている。但し、軽い躁状態の場合は躁転する可能性があるため、光治療を避ける場合もある。

### うつ病（非季節性情動障害）
光療法は非季節性のうつ病の治療にも有効であることが実証された。2016年の非季節性情動障害への光療法の効果を調査したメタアナリシスでは、有効であるものの証拠の質は低い（信頼性は高くない）。2018年のレビューでは6研究で合計359人の参加者が見つかったが、大部分は成人を代表する年齢層ではなかったため、老年性の非季節性うつ病に効果があるとされた。
抗うつ薬のベンラファキシン（イフェクサー）だけより光療法を追加した方が、より抑うつ気分の改善し、また効果の発現も抗うつ薬だけの4週間から、2週間へと早まった。

### その他の精神障害
摂食障害では、気分と摂食行動を改善する可能性があるが、長期的な有効性を調査した研究はない。

### 新生児黄疸

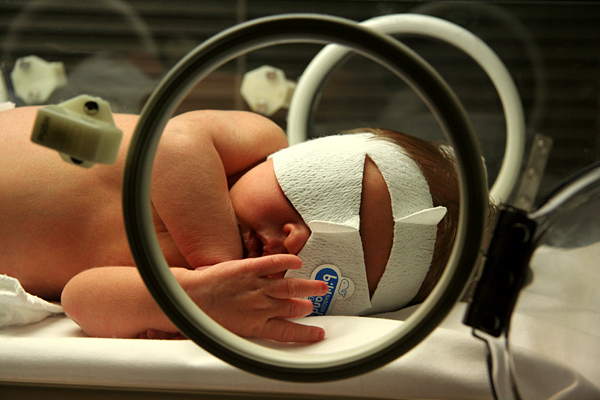
新生児黄疸を治療するための白色光光線療法を受けている新生児

光療法は、光照射によりビリルビンを異性化させたり新生児が尿や便を介して排泄できるような化合物に変換させたりすることによって新生児黄疸の治療に使用されている。新生児黄疸の一般的な治療法はビリライト（en:Bili light）である。

## 照射光
照度と時間については諸説があり、医療機関によって指示される照度と時間は異なるが、2,500ルクス以上２時間で有効との意見が多い。しかし実際の治療では、5,000ルクス-1時間から10,000ルクス-30分程度の照度を照射するケースが多い。なぜなら光が強い方が比例して浴びる時間を減らせられるためである。
有効量に個人差はあるが、有効の場合は数日-2週間程度で効果が現れると言われる。また、改善した状況を維持するため、効果発生後も定期的に実施するように指示される場合もある。
自然光でもよいが、光の照射時間を変えられる点（睡眠障害治療では夜間に照射するケースもある）、照度調整が可能である点（明るすぎる場合、人によっては不快に感じる）、室内使用可能である点（うつ状態では、そもそも戸外に出たがらない）などから、治療目的では人工光が用いられるケースが多い。
自然光を用いる場合、とくに健康法を目的とする場合、「朝日を浴びる」という表現が用いられることがあるが、曇り空は約10,000ルクス、雨空であっても約5,000ルクスと光療法としての照度は充分あるため、必ずしも日光を浴びる必要はなく、朝であると限った話でもない。無論、約30,000ルクスの照度を持つ陽光を浴びることが可能ならば、浴びる時間は短縮される。

## 副作用
目への安全性を調査したレビューでは健康な人では安全で、光線過敏では黄斑変性が起きた1例があり光感受性や目の異常がある場合の調査が必要だが、理論的には禁忌はない。
双極性障害のうつ病エピソードでの躁病エピソードへの転換は、偽薬での頻度に近い。

## サーカディアンハウスの提唱
睡眠医療の専門医である小池茂文は、体内時計、概日リズム（サーカディアンリズム）の安定には、住まい、生活習慣が大切であると提唱している。
例えば、目覚まし時計などの音で起きるのではなく、タイマー式電動シャッター（サーカディアンシャッター）、タイマー式電動カーテン（サーカディアンカーテン）と名付け、自然光による目覚めを提唱している。近年は都心部のマンションなどでは、朝起きて地下道と直結しオフィスで勤務してしまう、いっさい太陽光と乖離した生活をしてしまうことも少なくなく、体内時計が狂い、睡眠障害やうつ病などを発生しやすい傾向がある。
朝起きて速やかに高照度、つまり朝日を浴びることは望ましいが、単純に朝日を浴びるだけでなく、「食事を摂り」、「排便をし」体全体をしっかり目覚めさせることが重要であり、自然光は曇りや雨でも体を覚醒させるには十分な力があることから、住まいの中で最も朝食の時間帯に明るい場所（窓際）を朝食時のダイニングとすることを提唱している。また単に睡眠時間を得る事を重要視するのではなく、「質の良い睡眠」を間取り構成で得る努力も大切であるとしている。例えばエアコンの室外機の位置、トイレの排水音、ドアの音など、生活音からベッド配置を考慮することも大切であるとし、こういった住まいをサーカディアンハウス、ハウスサーカディアン（（商標登録）として提唱している。